# Vincenzo Todisco
Vincenzo Todisco (* 1964 in Stans) ist ein Schweizer Schriftsteller. 

## Leben
Vincenzo Todisco wurde als Sohn italienischer Einwanderer in Stans geboren. Er studierte Romanistik (Italienisch und Französisch) an der Universität Zürich und war bis 2004 Redaktor bei der Kulturzeitschrift Quaderni grigionitaliani. Er ist Professor am Lehrstuhl für Italienisch und Italienischdidaktik an der Pädagogischen Hochschule Graubünden und lebt in Rhäzüns.

## Romane
Todisco schreibt in italienischer und deutscher Sprache. Seine ersten vier Romane verfasste er auf Italienisch, sie wurden in deutscher Übersetzung vom Schweizer Rotpunktverlag herausgegeben.
Der 2018 erschienene Roman, Das Eidechsenkind, ist Todiscos erste Buchveröffentlichung auf Deutsch. Er erzählt die Geschichte einer Gastarbeiterfamilie, die unter dem Saisonnierstatut in die Schweiz einwanderte. Der Roman ist aus der Sicht eines Kindes erzählt, das aufgrund der restriktiven Aufenthaltsbewilligungen für Gastarbeiter im Versteckten aufgezogen wurde. Der Roman war für den Schweizer Buchpreis 2018 nominiert. 2022 produzierte RSI / Rete Due ein dreiteiliges Hörspiel der italienischen Ausgabe des Romans Il bambino lucertola in der Regie von Erik Altorfer.

## Werke
- Das Krallenauge. Roman. Aus dem Italienischen von Maja Pflug. Rotpunktverlag, Zürich 2001, ISBN 3-85869-224-7.
  - Hörbuch, gelesen von Frank Roder: 5 CDs. Radioropa, Daun 2006, ISBN 3-86667-173-3.
- Wie im Western. Roman. Aus dem Italienischen von Maja Pflug. Rotpunktverlag, Zürich 2004, ISBN 3-85869-280-8.
  - Hörbuch, gelesen von Kathrin Trostmann: 3 CDs. Radioropa, Daun 2006, ISBN 3-86667-172-5.
- Der Bandoneonspieler. Roman. Aus dem Italienischen von Maja Pflug. Rotpunktverlag, Zürich 2007, ISBN 978-3-85869-354-9.
- Rocco und Marittimo. Roman. Aus dem Italienischen von Maja Pflug. Rotpunktverlag, Zürich 2011, ISBN 978-3-85869-456-0.
- Il vento freddo dell'Altipiano, racconti. Armando Dadò editore, Locarno 2015.
- Das Eidechsenkind. Roman. Rotpunktverlag, Zürich 2018, ISBN 978-3-85869-783-7.
- Der Geschichtenabnehmer. Roman. Atlantis Verlag in der Kampa Verlag AG, Zürich, 2025, ISBN 978-3-7152-5041-0

## Auszeichnungen
- 2005: Bündner Literaturpreis
- 2018: Nominiert für den Schweizer Buchpreis für Das Eidechsenkind
- 2024: Anerkennungspreis des Kantons Graubünden.